# Anthonis van Obbergen
Anthonis van Obbergen, oppure Anton von Obbergen (Malines, 1543 – Danzica, 1611), è stato un architetto fiammingo.

## Biografia

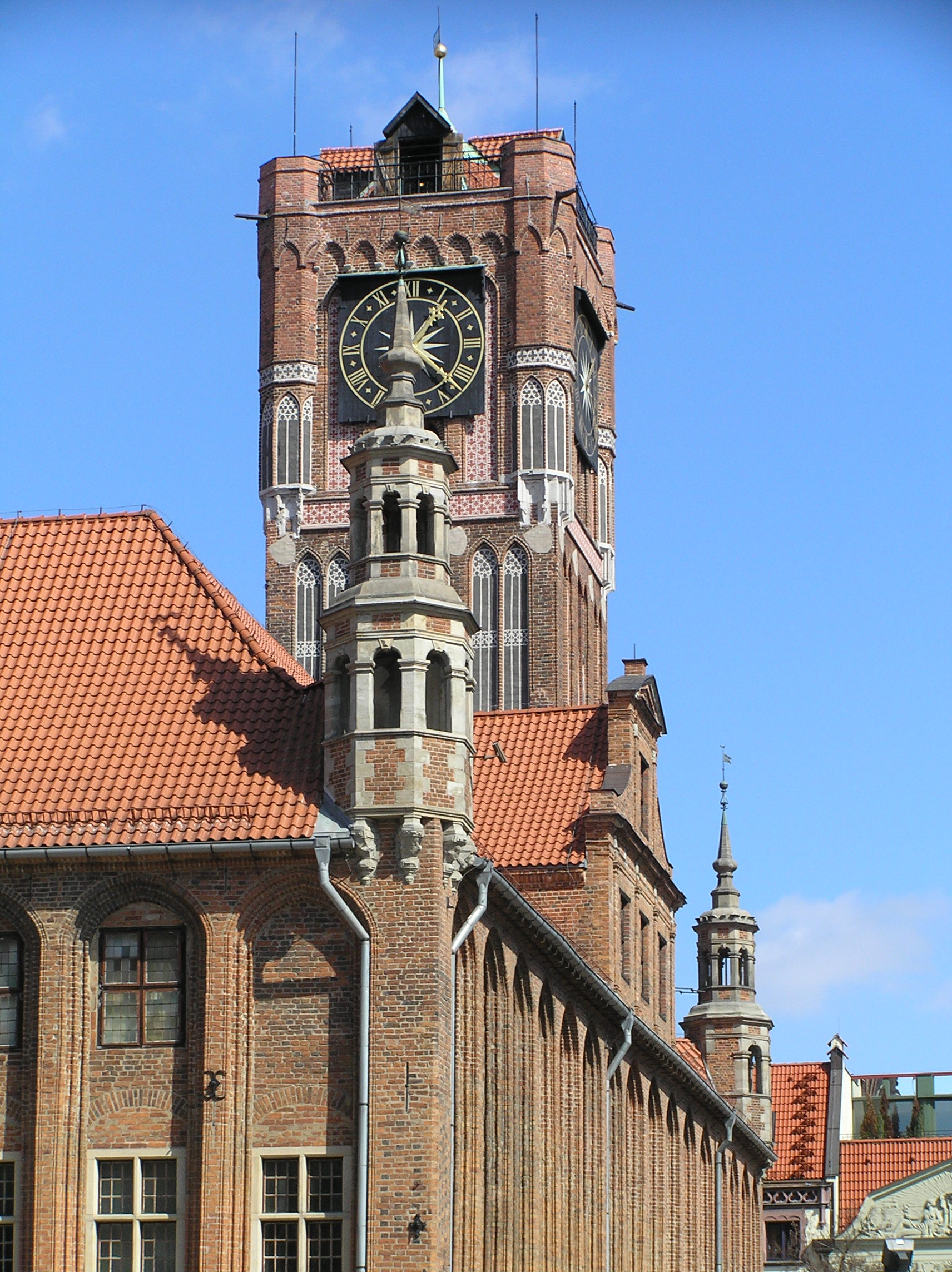
Municipio della città vecchia, Toruń

Anthonis van Obbergen nacque a Malines nel 1543, dove studiò ingegneria e costruzioni prima di effettuare un tour per studiare i lavori di fortificazione in Germania, e iniziare a lavorare sulle fortificazioni di Anversa (1567-1571).
Si mise in evidenza perché fu un anticipatore dello stile rinascimentale nelle regioni nordiche tedesche e danesi.
Tra i suoi lavori si ricordano la costruzione del castello di Kronborg (1577-1585), presso Helsingør.
Risultò molto attivo a Danzica e diventò il principale esponente dello sviluppo edilizio della città.
Dal 1586 incominciò a lavorare a Danzica, occupandosi dapprima del municipio (1587-1589) e poi del castello di Kostrzyn nad Odrą (1590), diventando il principale architetto della città dal 1592 al 1611.
A Danzica si impegnò nelle fondamentali costruzioni edilizie, come il sistema difensivo e la torre del castello (1597-1599), oltre che in numerosi palazzi patrizi della città e nel Municipio di Thorn (1602-1603), già costruito nel XIV secolo.

## Opere
- Fortificazioni di Anversa (1567-1571);

- Castello di Kronborg (1577-1585);
- Municipio di Danzica (1587-1589);
- Castello di Kostrzyn nad Odrą (1590);
- Municipio di Thorn (1602-1603).